# Platypalpus lyristes
Platypalpus lyristes är en tvåvingeart som beskrevs av Axel Leonard Melander 1927. Platypalpus lyristes ingår i släktet Platypalpus och familjen puckeldansflugor.
Artens utbredningsområde är Arizona. Inga underarter finns listade i Catalogue of Life.